# Puzzle Box
Puzzle Box è un singolo del gruppo musicale britannico Haken, pubblicato il 28 settembre 2018 come secondo estratto dal quinto album in studio Vector.

## Video musicale
Il video, pubblicato il 9 ottobre 2018, mostra scene dei sei componenti del gruppo intenti a risolvere un puzzle box con altre in cui vengono mostrati schizzi ispirati ai test di Rorschach, immagini rappresentate anche nella copertina dell'album.

## Tracce
Testi e musiche degli Haken.
1. Puzzle Box – 7:43

## Formazione
Gruppo
- Ross Jennings – voce
- Richard Henshall – chitarra
- Charlie Griffiths – chitarra
- Conner Green – basso
- Diego Tejeida – tastiera, sound design
- Raymond Hearne – batteria

Altri musicisti
- Pete Jones – programmazione aggiuntiva della batteria

Produzione
- Haken – produzione
- Anthony Leung – ingegneria parti di batteria
- Adam "Nolly" Getgood – ingegneria parti di batteria, missaggio
- Diego Tejeida – produzione e ingegneria parti vocali
- Chris McKenzie – ingegneria del suono aggiuntiva parti vocali
- Sebastian Sendon – assistenza tecnica parti vocali
- Ermin Hamidovic – mastering